# Caloola
Caloola är en ort i Australien. Den ligger i kommunen Bathurst Regional och delstaten New South Wales, i den sydöstra delen av landet, omkring 170 kilometer väster om delstatshuvudstaden Sydney. Antalet invånare är 327.
Trakten runt Caloola är nära nog obefolkad, med mindre än två invånare per kvadratkilometer.. Närmaste större samhälle är Blayney, omkring 18 kilometer nordväst om Caloola.
Trakten runt Caloola består i huvudsak av gräsmarker. Genomsnittlig årsnederbörd är 864 millimeter. Den regnigaste månaden är februari, med i genomsnitt 162 mm nederbörd, och den torraste är oktober, med 40 mm nederbörd.